# George Mastras
George Mastras é um autor estadunidense, roteirista, diretor, e produtor de televisão. Ele trabalhou nas cinco temporadas da série dramática Breaking Bad da AMC. Ele ganhou um Primetime Emmy Award em 2013 e 2014 como um dos produtores de Breaking Bad, foi nomeado para o Edgar Allan Poe Award, e ganhou três Writers Guild of America (WGA) Awards, pelo seu trabalho nas séries. Mastras é também autor do livro Fidali's Way (editora Scribner 2009).

## Biografia
Mastras começou escrevendo para a televisão em 2006 para a série The Evidence. Ele escreveu o "Stringers" da primeira temporada. Em 2007 Ele tornou-se escritor da série de ficção científica The Dresden Files e escreveu os episódios "The Boone Identity" e "The Other Dick".
Mastras entrou no grupo de Breaking Bad na primeira temporada em 2008 como um editor de criação. Ele escreveu o episódio "Crazy Handful of Nothin" da primeira temporada. O grupo de criação da primeira temporada foi nomeado ao Writers Guild of America (WGA) Award por Melhor Nova Série na cerimônia em Fevereiro de 2009. Mastras ganhou o PEN Center USA West Literary Award por melhor roteiro televisivo em "Crazy Handful of Nothin'". Mastras foi promovido à editor executivo de criação para a segunda temporada. Ele escreveu os episódios "Grilled" e "Mandala" na segunda temporada.  Mastras foi nomeado em 2010 ao Edgar Allan Poe Award por Melhor Episódio Televisivo por "Grilled". O grupo de autores da segunda temporada foi nomeado ao prêmio WGA  por Melhor Série De Drama na cerimônia em Fevereiro de 2010. Mastras foi promovido para produtor na terceira temporada e continuou escrevendo episódios. Durante a terceira temporada, ele escreveu o episódio "I.F.T." e co-escreveu "Kafkaesque."  Mastras foi individualmente nomeado para o prêmio WGA em 2011 na categoria Melhor Episódio de Drama pelo episódio "I.F.T.". Ele também foi nomeado ao prêmio WGA em 2011 na categoria Melhor Série De Drama junto com todo o grupo de escritores da terceira temporada.
Mastras ganhou o prêmio WGA em 2012, 2013, e 2014 junto com o grupo de escritores pela quarta e quinta temporada, respectivamente. Ele foi nomeado ao prêmio Emmy na categoria Melhor Drama (2010) em conexão com seu trabalho como escritor e produtor para a terceira temporada, e também para a quarta temporada (2012).  Mastras foi promovido para produtor co-executivo para a quarta temporada em 2012 e 2013. Durante a quinta temporada, ele escreveu e dirigiu o episódio "Dead Freight," na qual ele foi individualmente nomeado para o prêmio WGA em 2013 na categoria Melhor Episódio De Drama e ao Primetime Emmy Award for Outstanding Writing for a Drama Series.
Mastras é o autor do livro Fidali's Way (editora Scribner 2009), um suspense literário que ocorre nas zonas tribais devastadas pela guerra do Paquistão e Caxemira, onde ele tinha viajado.  Mastras cresceu em Boston, onde recebeu seu bacharelado da Universidade de  Yale, e o doutorado em direito da UCLA. Antes de escrever, ele trabalhou como investigador criminal para a defensoria publica, conselheiro na defensoria do jovem e adolescente, e como promotor de defesa em New York e em Los Angeles. Mastras foi premiado pela ABC/Walt Disney Studios melhor companheiro de criação em 2005.

## Vida Pessoal
Mastras é o irmão mais novo de Maria Jacquemetton (née Mastras), uma produtora e roteirista de Mad Men.